# Agile de Rebais
Pour les articles homonymes, voir Agile et Aile.
Saint Agile de Rebais, ou saint Aile, a été le premier abbé de l'abbaye de Rebais, au diocèse de Meaux. Il a vécu au VIIe siècle. Il est parfois confondu avec saint Agyle, confesseur, mort en 593.
Saint Philibert de Tournus, premier abbé de Jumièges, en Normandie, fut un des plus célèbres disciples de saint Agile. Sa fête est le 30 août.

## Hagiographie

### Des origines incertaines
Les légendes font naître le moine Agile dans le lieu appelé Castrum Honorisiacum. L'auteur de la Vie des Saints de Franche-Comté y a joint cette note : « On a discuté sur le nom Castrum Honorisiacum, patrie de saint Agile, où les uns ont cru voir Vilory, d'autres Port-sur-Saône, quelques-uns Noroy ». Il nous paraît difficile de trancher cette question. D'un autre côté, les Bollandistes doutent si le Comitatus Portensis dont parle l'auteur de la Vie de saint Agile « ne serait point une contrée de la Champagne appelée Pertensis, Parlensie et Portensis Comitatus ». La raison de leur doute est que cette dernière province appartenait à Childebert II, dont Agnoald, le père d'Agile, était le commensal, tandis que le comté de Port, étant en Bourgogne, dépendait de Gontran.

### Enfance et études

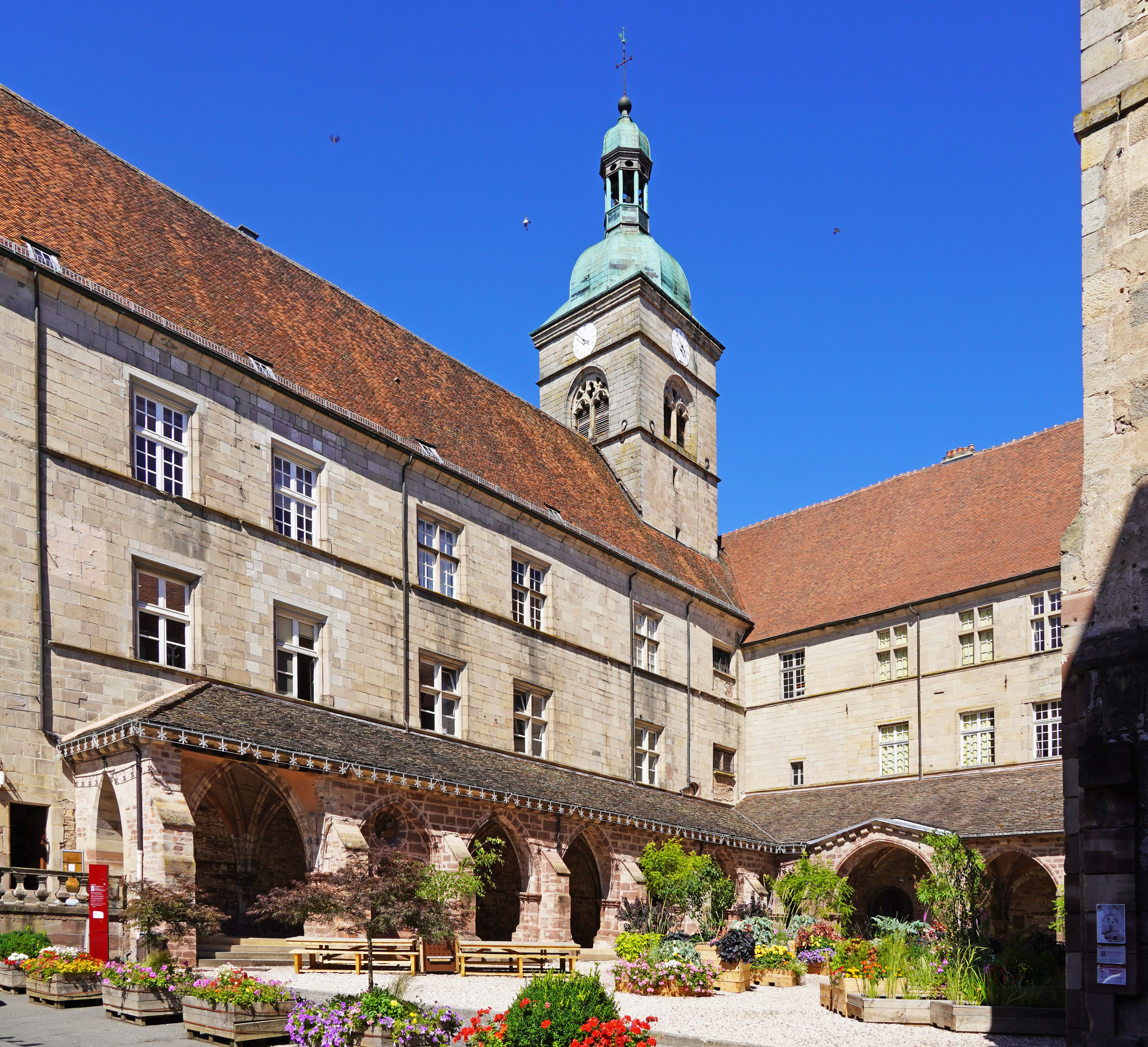
Le cloître de l'abbaye de Luxeuil.

Ce pieux cénobite a sa place marquée dans les notices franc-comtoises. Après avoir été l'un des plus fervents disciples de Colomban de Luxeuil, il contribua grandement à faire cesser les persécutions qui entravèrent les premiers développements de l'abbaye de Luxeuil. Fils d'Agnoald, évêque de Laon et riche seigneur de la cour de Childebert II, roi d'Austrasie, Agile avait été confié, dès l'âge de sept ans, aux soins des religieux du monastère naissant. Son précepteur attitré fut saint Eustache de Luxeuil, lui-même disciple de Colomban,,.
Il lui enseigna les principes de la vie chrétienne en même temps que les lettres et humanités. Agile fit de grands progrès sous sa férule. Il appréciait particulièrement l'étude de la Bible, et pratiquait le Jeûne et la prière avec une telle conviction qu'il s'attirait l'estime et l'admiration de ses maîtres et de ses condisciples. Il s'était fait moine lui-même aussitôt que son âge l'avait permis.

### La vie monastique
À la mort d'Argnoald, le monastère perdit un de ses plus important protecteurs. Par ailleurs, la reine Brunehilde, veuve de Sigebert II, se mit à persécuter saint Colomban parce qu'il défendait l'entrée de son monastère aux femmes, fussent-elles de haut lignage. Elle fit même chasser Colomban de Luxeuil.
Eustache, qui lui succéda, ne céda pas non plus à l'autorité de Brunehilde. Celle-ci, outragée, fit publier, par son petit-fils, Thierry II un édit qui défendait aux moines de saint Colomban de sortir de l'enceinte de leur maison.
Devant cet acharnement, Eustache de Luxeuil envoya Agile plaider la cause des moines auprès du roi Thierry,.
Mais il se heurta aux soldats qui empêchaient quiconque de sortir du monastère. L'un d'eux voulut le frapper de son épée, et son bras retomba inanimé, jusqu'à ce qu'Agile ait eu prié longuement pour lui. Le soldat, voyant le miracle qui venait de s'accomplir, se convertit en rejoignit l'abbaye. Le roi, instruit de cet évènement, accueillit Agile les bras ouverts, et confirma la règle qui défendait l'accès du monastère aux femmes. Il reçut même du roi, et même de Brunehilde elle-même, des concessions de terres et des ornements d'église.
Sa piété et son zèle le firent choisir, peu de temps après, pour aller prêcher l’Évangile au-delà des Vosges et jusqu'en Bavière en compagnie de Saint Eustache,.

### L'abbaye de Rebais

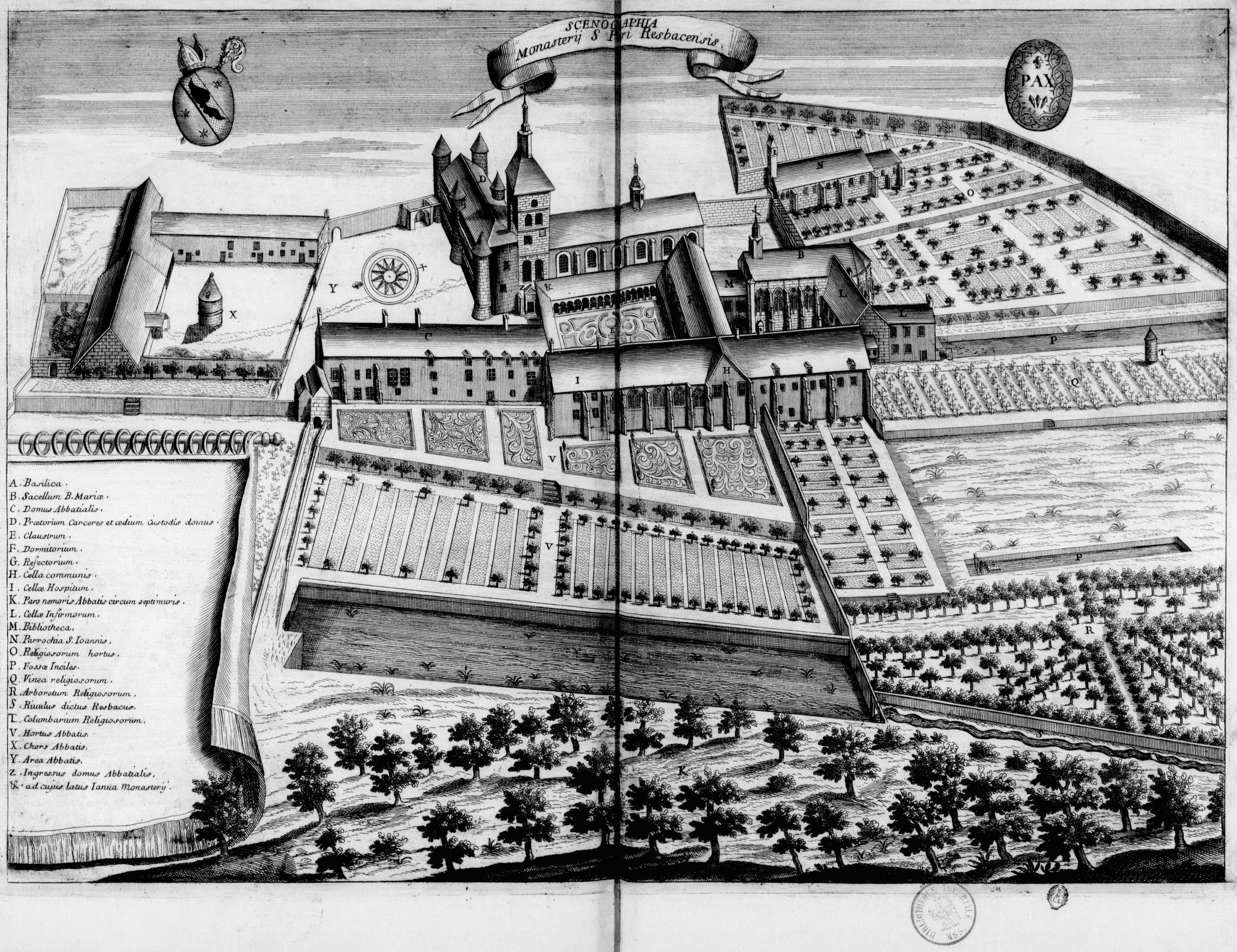
Planche gravée du XIIe siècle représentant l'abbaye Saint-Pierre de Rebais, dans le livre Monasticon Gallicanum.

Dans le diocèse de Meaux, existait un monastère récemment bâti, par saint Ouen. Ayant appris les vertus d'Agile, il voulut à tout prix lui faire quitter le monastère de Luxeuil. Mais les moines et la population environnante, qui connaissaient les miracles perpétrés par le saint, refusaient de s'en séparer, et saint Ouen dut faire intervenir l'autorité royale. Agile quitta donc Luxeuil et se rendit à Rebais où il fit continuer et achever les travaux. Une fois la dédicace de l'église abbatiale effectuée, les prélats, dans une assemblée tenue à Clichy, firent d'Agile le premier abbé de ce monastère, c'était en 636,,,.
Après une vie consacrée à la charité et aux soins des pauvres, le vénérable abbé s'éteignit le 30 août 650.

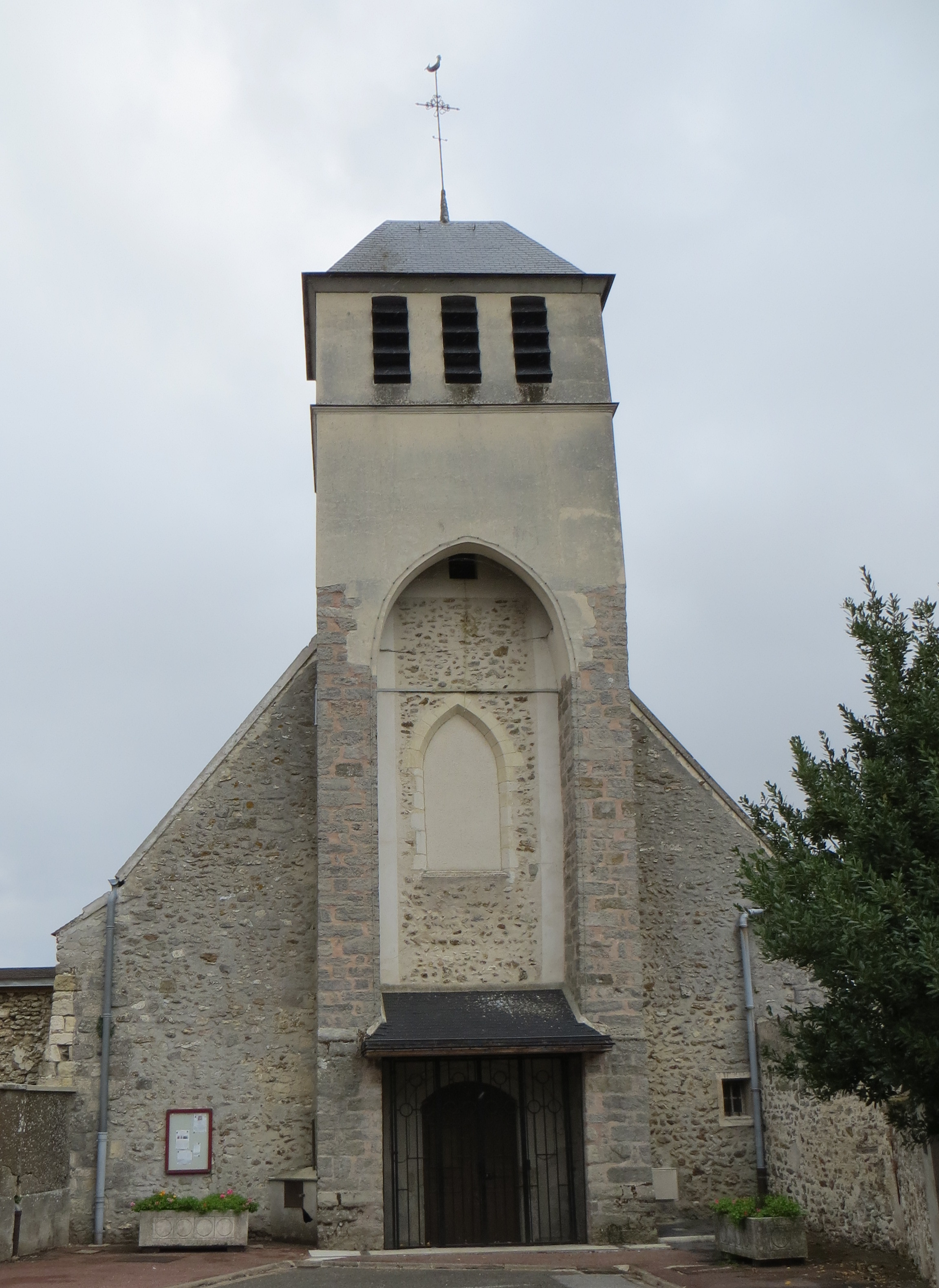
L'église Saint-Jean-Baptiste de Rebais.

Au XVIIIe siècle, l'abbaye devint un collège, puis une école militaire. Il ne reste plus rien actuellement de l'ancien monastère de Rebais, entièrement détruite lors de la Révolution française.

### Miracles
Beaucoup de miracles ont été attribués à saint Agile :
- Il chassa l'esprit mauvais du corps d'un possédé ;
- Rendit la vue à une jeune fille ;
- Fut lui-même guéri par une intense prière ;
- Un jour, un pauvre hère se présente à la porte du monastère, saint Agile le reçoit, mais comme celui-ci ne peut pas marcher, il le porte, et dès qu'il l'eut hissé sur ses épaules, le fardeau ne pesa plus rien du tout. Après qu'il l'eut déposé, lui eut lavé les pieds et donné à manger, le pauvre disparut tout à coup.
- Rien qu'en brandissant une croix au-dessus d'un champ prêt à être moissonné et que l'orage allait dévaster, et avec une profonde prière, il imposa le silence aux éléments déchaînés et les paysans purent ainsi faire leur récolte.

## Iconographie
Dans l'église Saint-Jean-Baptiste à Rebais se trouve une statue de saint Agile en bois du XVIIe siècle et un gisant du XIIIe siècle.

## Mémoire et culte
La mémoire liturgique de Saint Agile est célébrée dans l'Église catholique le 30 août et dans l'Église orthodoxe le 31 août.
Une procession solennelle a lieu à Rebais le lundi de la Pentecôte durant laquelle on porte le châsse contenant la relique du Saint. Une fontaine dite « miraculeuse » fait l'objet d'un pèlerinage le jour de la fête du saint.

### Reliques
En 937, les reliques de saint Agile ont été transférées à Marcilly-sur-Eure, en relation avec une invasion hongroise en Bourgogne et dans l'est parisien. Ce transfert serait dû à la présence à Marcilly de Liégarde de Vermandois, femme de Guillaume Longue-épée, deuxième duc de Normandie (927-942).
La Révolution Française détruit l'abbaye de Reblais et les reliques du saint. Seul un os du bras a été préservé,.

### Rédaction de la biographie
La première rédaction d'une « Vie de saint Agilon », aurait été composée vers 684-90. Mais sa publication n'aurait eu lieu pour la première fois qu'à Dijon en 1664.